# Sankt Peters klosters landskommun
Sankt Peters Klosters landskommun var en tidigare kommun i dåvarande Malmöhus län.

## Administrativ historik
Kommunen bildades i Sankt Peters Klosters socken i Torna härad i Skåne när 1862 års kommunalförordningar trädde i kraft. 
1914 uppgick landskommunen i Lunds stad som 1971 ombildades till Lunds kommun.